# Black Jack (manga)
Black Jack (ブラック・ジャック, Burakku Jakku) és originalment un manga creat per Osamu Tezuka en la dècada de 1970, que relata les aventures del metge sobrenomenat amb el mateix nom. En 1977 el manga va guanyar el Kodansha Manga Award, i va ser la primera obra seleccionada per a guanyar aquest premi.
El manga de Black Jack és una de les obres més fosques i personals d’Osamu Tezuka i ha venut 176 milions de còpies a nivell mundial i representa el metge que hauria volgut haver exercit algun dia. Està estructurat en forma de capítols autoconclusius, és a dir, històries que es presenten i es resolen en el propi capítol. El fil conductor al llarg del manga és el passat fosc i misteriós del propi Black Jack, els detalls del qual es van revelant amb comptagotes en els diferents capítols.
Com que Osamu Tezuka va estudiar medicina, posseïa uns sòlids coneixements mèdics que es poden apreciar tant en la història com en els detallats dibuixos de cirurgies, ferides, instrumental mèdic, etc. No obstant això, cal tenir en compte que el manga va començar a publicar-se l'any 1973 i que la medicina ha avançat molt des de llavors, per la qual cosa alguns dels tractaments, mètodes i descripcions que apareixen al manga actualment estan obsolets.
L'any 1993 la sèrie va ser portada a l'animació per mitjà del format OVA amb un total de 10 episodis fins a 1994, seguida del primer film BLACK JACK THE MOVIE el 1996. Seria fins a 2011 que es llançarien 2 OVA més com a final de la sèrie: Black Jack FINAL.
L'any de 2004 s'estrena l'adaptació d’anime de llarga durada conegut simplement com BLACK JACK fins a l'any 2006 amb total de 62 episodis. En finalitzar es va transmetre la seva seqüela Black Jack 21, una continuació amb noves històries amb total de 17 episodis transmesos fins a març del 2006. A Llatinoamèrica la seva primera estrena va ser al novembre del 2007 pel canal de televisió de pagament ETC TV (només a Xile) i per a la resta de Llatinoamèrica el 3 d'agost del 2009 per Animax Latinoamérica. Només 52 episodis van ser doblats a l'espanyol llatinoamericà a Colòmbia, no seria fins a 2017 que totes dues sèries serien doblades íntegrament a Mèxic, distribuïdes per JAPAN FOUNDATION. El 28 de maig ETC TV reestrena Black Jack reemplaçant a Cazador X. A Espanya ha estat llicenciada i emesa els 10 primers OVAS i la primera pel·lícula.
La sèrie de 2004 va ser llicenciada per Luk Internacional en 2008 i emesa per la Televisión de Galicia l'any 2011, amb el seu propi doblatge en gallec. A més, els dos primers episodis es troben disponibles amb doblatge castellà al canal de Luk Internacional.

## Argument
Black Jack és un cirurgià capaç d'obrar prodigis mèdics, amb un domini del bisturí sorprenent i unes mans delicades i virtuoses. Però també és un personatge fosc i misteriós que demanarà grans sumes de diners a canvi dels seus serveis, a més d'exercir il·legalment i sense llicència mèdica. Aquest estatus era la forma que tenia Tezuka d'expressar el seu desacord amb el sistema mèdic japonès i les seves restriccions. A més, la mala fama i la dubtosa moralitat de Black Jack permeten a Tezuka posar a molts dels seus personatges i pacients en situacions extremes.
El seu passat s'anirà revelant a poc a poc al llarg de la història, barrejat amb múltiples casos de malalties i cirurgies pels quals aniran desfilant els personatges més variats, alguns d'ells veritables tòpics socials (homes rics i egoistes, mares que farien el que fos per salvar als seus fills, polítics corruptes, parelles enamorades, esportistes disposats a sacrificar-ho tot amb la condició d'obtenir la victòria, etc.).
En un punt de la història se li unirà una nena anomenada Pinoko, a la qual el genial metge va reconstruir quirúrgicament a partir d'un tumor. Pinoko serà adoptada pel doctor i li acompanyarà en la majoria dels capítols posteriors, encara que en alguns d'ells Black Jack encara apareixerà sol. Quant al passat d'aquest, s'anirà revelant que durant la seva infància va sofrir un greu accident que el va deixar pràcticament incapacitat i al qual deu les nombroses cicatrius que solquen tot el seu cos. Després de salvar la vida de miracle, va decidir fer-se metge. El Dr. Jonma Hotaru va ser qui el va salvar i per això el respectava com a persona i metge. Per a recuperar la mobilitat del seu cos, el protagonista va haver de sotmetre's a una llarga i árdua rehabilitació després de la qual va tornar a caminar després de molt de temps prostrat en una cadira de rodes. Entre les moltes operacions que va haver de sofrir, li va ser realitzat un trasplantament de pell en la meitat esquerra de la cara, que des de llavors és de color diferent de la resta, la qual cosa contribueix a donar-li un aspecte encara més intimidatori.

## Personatges
Black Jack
Seiyu: Akio Ohtsuka
Black Jack (ブラック・ジャック, Burakku Jakku) un metge miraculós, un artista amb el bisturí, Black Jack és un cirurgià dotat d'unes habilitats sense igual en el món de la medicina. Tanmateix, no té llicència i exerceix clandestinament, cobrant sumes astronòmiques de diversos milions de yens pels seus serveis. Després d'aquest aparent ànim de lucre, Black Jack amaga un gran respecte per la vida i uns ferris principis morals. Al llarg de la història Black Jack compleix amb la seva ideal moral a costa de ser repudiat per la comunitat mèdica, envejat pels seus companys de professió, qüestionat pels seus pacients i odiat per la gent en general. Black Jack es presenta en la història de Tezuka com un personatge amb un passat misteriós ple de sofriment i superació que s'anirà revelant a poc a poc al llarg de la història: per a començar, l'estrany aspecte del cirurgià, amb una cicatriu que li divideix el rostre en dos i dos colors de pell diferents fruit d'un trasplantament de pell d'un donant mulat. Les nombroses cicatrius del seu cos, el pèl bicolor, la seva genialitat malgrat la seva joventut, per què no té llicència mèdica, el seu veritable nom, etc.
Pinoko
Seiyu: Yuko Mizutani
Pinoko (ピノコ, Pinoko) és una nena semiartificial que el doctor Black Jack va aconseguir reconstruir quirúrgicament. Pinoko era la germana bessona d'una pacient del metge, que no va poder desenvolupar-se correctament en l'úter i va quedar adherida a la seva germana formant un tipus de tumor anomenat teratoma. Després d'examinar el tumor, el Dr. Black Jack va comprovar que aquest contenia totes les parts necessàries per a formar a un ésser humà i en intentar extirpar-lo el tumor li va parlar per telepatia demanant ser salvat. Black Jack va extreure Pinoko del teratoma i la va reconstruir usant carcassa de teixits i pell artificial com a sustentació per als òrgans extrets del quist. Aquesta carcassa artificial impedeix nedar a Pinoko per ser massa pesada. Pinoko haurà de carregar amb aquesta i moltes altres limitacions, no obstant això, després de mesos d'esforç, aconsegueix aprendre a caminar, parlar i comportar-se com una persona normal. Pinoko acabarà sent adoptada per Black Jack i enamorant-se d'ell i fins i tot parlant del doctor com si aquest fora en realitat el seu marit. Black Jack per la seva part és conscient que malgrat haver viscut 18 anys a l'interior de la seva germana és només una nena, així i tot, li permet que l’ajudi en el quiròfan en qualitat d'ajudant. Es diu que el seu veritable nom va venir de Pinotxo, ja que d'alguna forma és igual a ell.
Dr. Kiriko
Antítesi de Black Jack, el Dr. Kiriko es guanya la vida practicant l'eutanàsia a pacients afligits de malalties incurables. Va ser mèdic durant la guerra, on va ajudar a morir a desenes de soldats moribunds que li suplicaven una mort piadosa que posés fi al seu sofriment. Osamu Tezuka, representant en Black Jack la seva opinió respecte a l'eutanàsia, posava la vida per sobre de qualsevol cosa, per la qual cosa Black Jack li guardarà un gran odi al Dr. Kiriko i farà tot el que pugui per frustrar els seus plans quan es creui amb ell. Malgrat aquest debat entorn de l'eutanàsia, el personatge del Dr. Kiriko estarà ben construït i la seva opinió ben argumentada. Així mateix ell tria els seus mètodes amb summa cura perquè el procés resulti el més curt i menys dolorós possible. Els capítols en els quals apareix tindran un final ambigu en el qual no s'aconseguirà resoldre el debat entre la vida i la mort.
Dr. Tezuka
Osamu Tezuka apareix autoretratat com un dels pocs amics que Black Jack té dins del sistema. Tots dos acudeixen l’un a l'altre a la recerca de consulta o d'ajuda. Black Jack serà qui resolgui algun dels casos del Dr.Tezuka i aquest emprarà la seva influència perquè Black Jack utilitzi els mitjans d'un hospital sense represàlies. Encara que la relació entre tots dos no està molt desenvolupada, sempre resulta curiós que un autor interactui de manera tan directa amb els seus propis personatges.
Dr.Hotaru Jonma
El Dr.Jonma és qui va salvar a Black Jack del terrible accident que va sofrir de nen i la seva inspiració per a convertir-se en metge. Apareix al llarg de diversos capítols, sovint com a part dels records de Black Jack, qui el respecta com a salvador, mestre i amic.

## Anime

### Llista d'episodis
Black Jack és un manga que va ser portat a anime per Tezuka Productions, després de la finalització d'aquest amb 61 capítols l'any 2006, es va crear en el 2007 la continuació de l'animi, anomenada Black Jack 21.
A més Black Jack compta amb un sèrie OVA de 10 capítols, té una altra ova també, d'1 capítol, anomenada Black Jack, el nen que va venir del cel, creada l'any 2000. Fins i tot té una ONA de 12 capítols. Té 4 pel·lícules; Black Jack, la pel·lícula, Black Jack: Transferència de capital a Heian i Black Jack: Els dos metges foscos, la primera i la segona llançada l'any 1996 i la tercera l'any 2005. La tercera ve amb la quarta, i es diu L'aventura de la dr. Pinoko al bosc .

### Banda sonora

#### Black Jack
Apertura
1. "Gekkōka" (月光花) de Janne Da Arc (part 00 - 28)
2. "Here I Am" de globe (part 29 - 51)
3. "Fantastic" d’Ami Suzuki

Finals
1. "Kuroge Wagyū Jōshio Tanyaki Roppyaku Hachijū-en" (黒毛和牛上塩タン焼680円) d’ Ai Otsuka.
2. "clover" de hiro.
3. "careless breath" d’EXILE (Black Jack › Black Jack 21).

#### Black Jack 21
Apertura
1. "Destiny -Taiyō no Hana-" (Destiny -太陽の花-) de Hitomi Shimatani.

Finals
1. "careless breath" d’EXILE (Black Jack › Black Jack 21).
2. "Silence whispers" de TRF (Black Jack 21).

### Cameos de personatges
Diversos personatges d'altres treballs de Osamu Tezuka fan aparicions en la sèrie animada de Black Jack.
- El Caçador que atrapa al gat salvatge a l'episodi 1 (Un diagnòstic just), és el comte Naylon de la sèrie Ribon no Kishi.
- Astro Boy i Unico, l'unicorn, fan molts cameos en diversos dels episodis.
- Kimba fa una aparició en l'episodi 7 (El lleó blanc), com un lleó anomenat Lluna-Lluna, i la seva versió adulta apareix en el capítol 14 (Anima't, Solomón!), també ell fa diversos cameos a través de la sèrie.
- Bukko, una conilleta blanca amb les puntes de les orelles negres, i Puck, un ànec amb cabell negre amb tall de bolet, tots dos de la sèrie Wonder 3, un altre treball de Tezuka, apareixen en el primer opening de la sèrie, acostant-se a Pinoko quan ella està recolzada en un tronc.
- Safiro, de Ribon no Kishi, apareix en l'episodi 8 (Les mans miraculoses) com una dona crida Ritsuko. També apareix a l'inici de l'episodi 22 (Pinoko vol ser adult), on usa la mateixa perruca rossa que ella va arribar a usar durant la seva sèrie. També apareix en un pòster on usa el seu típic vestit.
- Lucía, una dofí blanca amb un adorn daurat en el front de la sèrie El tritó del mar, un altre treball de Tezuka, apareix en el primer opening quan Black Jack i Pinoko viatgen a bord d'una llanxa.
- Ricky i el seu padrastre, de Zero Men, un altre manga de Tezuka, apareixen en el capítol 30 (Operant en una tempesta).
- El Fènix, un dels personatges més coneguts de Tezuka, apareix en l'episodi 10 (El llegendari ocell de foc).
- En el capítol 4 (Jugant al doctor), Chako és en realitat Melmo, del manga Marvelous Melmo.
- Tetsu és Ban Shunsaku, qui apareix com Wally Kisagiri en la sèrie del 2003 d'Astre Boy.
- Chopy de la sèrie de Chopy i la princesa, apareix en l'episodi 22 (Pinoko vol ser adult).
- El detectiu de l'episodi 20 (Tetsu, el lladre de la línia Yamanote) és Llum d'Acetilè, un altre personatge de Tezuka, més conegut per aparèixer com Drake en la sèrie del 2003 d'Astro Boy. Es diu així perquè quan se sorprèn li apareix una espelma encesa al clatell.
- El Dr. O'Shay, de la sèrie d'Astro Boy, apareix en l'episodi 8 (Les mans miraculoses).
- El propi Osamu Tezuka apareix en la sèrie com el Dr. Tezuka, un amic de carrera de Black Jack i amo de la seva pròpia clínica.
- Sharaku Hosuke apareix en un episodi d’Astroboy del 2003.

Aquests i altres cameos que apareixen en el manga obeeixen a la idea de Tezuka dels personatges de les seves màniga no són tals, si no que són actors: així doncs no es tracta de veritables cameos, més aviat són el repartiment habitual de Tezuka representant un altre paper.

## Young Black Jack
Basat en el manga d’Osamu Tezuka, Young Black Jack (ヤング ブラックジャック) està ambientat en els anys '60, quan Kurō Hazama era estudiant universitari. Aquesta nova història, llançada en novembre de 2011, està a càrrec de Yoshiaki Tabata, amb dibuixos de Yū-Go Ōkuma. L'any 2015 ha estat adaptat a una sèrie d'anime de 12 episodis.